# Pietroasa (Vârteșcoiu), Vrancea
Pietroasa (în trecut, Pântecești) este un sat în comuna Vârteșcoiu din județul Vrancea, Muntenia, România.